# Thornton Wilder

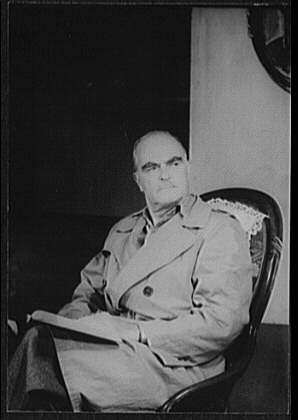
Thornton Wilder 1948. Foto: Carl Van Vechten.

Thornton Wilder, född 17 april 1897 i Madison, Wisconsin, död 7 december 1975 i Hamden, Connecticut, var en amerikansk författare.

## Biografi
Wilder erhöll Pulitzerpriset för sin roman The Bridge of San Luis Rey 1927 och även för pjäserna Our Town 1938 och The Skin of Our Teeth 1942. Hans skådespel The Matchmaker blev sedermera en succémusikal med namnet Hello, Dolly!.
I sina skådespel bröt Wilder med teaterns krav på naturalistisk illusion och blev en banbrytare för det moderna dramat. Hans senare romaner visar, trots stora ambitioner, på avtagande kraft, t. ex. The eighth day (1967).
Wilder skrev även filmmanus, däribland till Alfred Hitchcocks Skuggan av ett tvivel från 1943.

## Verk (svenska översättningar)
- San Luis bro (The bridge of San Luis Rey) (översättning Ingegerd von Tell, Natur och kultur, 1928)
- Kabalan (The Cabala) (översättning Ingegerd von Tell, Natur och kultur, 1929)
- Kvinnan från Andros (The woman of Andros) (översättning Ingegerd von Tell, 1930)
- Till himlen går min väg (Heaven's my destination) (översättning Gösta och Suzanne Langenfelt, Natur och kultur, 1935)
- Även du min Brutus (The Ides of March) (översättning Gurli Hertzman-Ericson, Natur och kultur, 1948)
- Äktenskapmäklerskan (The matchmaker) (otryckt översättning av Per Gerhard för Vasateatern 1955)
- Nära ögat (The skin of our teeth) (översättning Herbert Wärnlöf, Natur och kultur, 1961)
- Drottningar av Frankrike: komedi i en akt (Queens of France) (otryckt översättning av Stig Torsslow för TV-teatern 1961)
- Vår lilla stad: pjäs i tre akter (Our town) (otryckt översättning av Anders Österling för Svenska teatern 1964)
- Den åttonde dagen (The eight day) (översättning Roland Adlerberth, Natur och kultur, 1967)
- Sommarens nio städer (Theophilus North) (översättning Aida Törnell, Norstedt, 1975)